# Vashosszúfalu
Vashosszúfalu là một thị trấn thuộc hạt Vas, Hungary. Thị trấn này có diện tích 13,92 km², dân số năm 2010 là 361 người, mật độ 26 người/km².